# Григайтис, Карл Леопольдович
Карл Леопольдович Григайтис (1896—1982) — офицер Военно-морского флота, инженер-механик, участник Первой мировой и Гражданской войн, начальник Научно-исследовательского института военного кораблестроения, один из первых подводников, награждённый орденом Ленина, инженер-капитан 2-го ранга.

## Биография
Карл Леопольдович Григайтис родился 10 (22) апреля 1896 года в имении Дробужж Венденского уезда Лифляндской губернии (ныне Латвия) Российской империи в семье безземельного крестьянина. По национальности — латыш. Окончил начальное училище и один класс Венденского городского училища. С 1908 года работал подмастерьем в слесарно-кузнечной мастерской, а затем рабочим на заводе Рейтера в городе Зендене (ныне Цесис, Латвия).

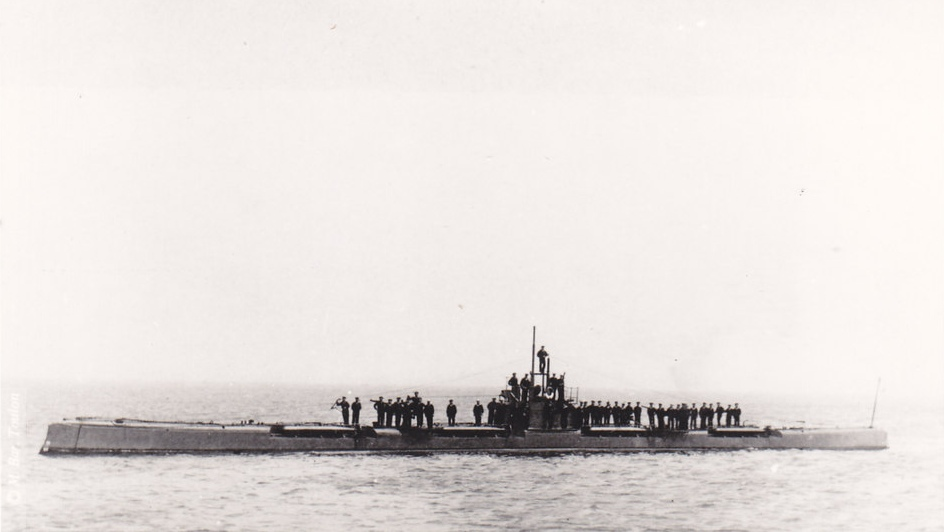
Подводная лодка «Тигр»

В 1915 году был призван на службу матросом в Российский императорский флот. В 1916 году окончил класс машинных унтер-офицеров Учебного отряда подводного плавания в Либаве. С сентября 1916 по 1918 год служил мотористом на подводной лодке (ПЛ) «Тигр» 2-го дивизиона дивизии подводных лодок Балтийского моря. Лодка принимала участие в Первой мировой войне, совершила 12 походов, в ходе которых несла позиционную и дозорную службу, прикрывала минные постановки и действия лёгких сил флота. В 1917 году экипаж лодки принимал активное участие в Февральской и Октябрьской революциях, а затем перешёл на службу советской власти.
С 1918 года служил на ПЛ «Тигр» в Морских Силах Республики. В феврале — мае 1918 года участвовал в «Ледовом походе» кораблей Балтийского флота из Ревеля и Гельсингфорса в Кронштадт. В июле ПЛ «Тигр» перешла на Ладожское озеро, базировался в Шлиссельбурге, в конце 1918 года вернулась на Балтику, после ремонта участвовала в разведывательном походе по Финскому заливу, на базу возвращалась сквозь сплошной лёд, за ледоколом. В 1922 году лодка была переименована в «Коммунар» и вскоре поставлена на капитальный ремонт. 
Григайтис поступил курсантом на механическое отделение Военно-морского инженерного училища имени т. Дзержинского, которое окончил в 1927 году. После окончания училища служил старшим инженер-механиком на подводных лодках «Товарищ», «Пролетарий», «Красногвардеец» и «Ленинец». В 1931 году был назначен инженер-механиком дивизиона подводных лодок. 5 сентября 1934 года находился на дизель-электрической минно-торпедной подводной лодке «Сталинец» (командир Г. А. Иванов), которая выполняла учебные задачи в рамках боевой подготовки. К. Л. Григайтис зарегистрировал опасную концентрацию водорода в аккумуляторном отсеке и предложил произвести всплытие подводной лодки. Находившийся на борту командир дивизиона Г. Г. Таубе, опираясь на свой опыт эксплуатации подводных лодок типов «Декабрист» и «Барс» отклонил предложение Григайтиса о всплытии, так как это прервало бы учебную задачу. На лодке произошёл взрыв, шесть человек, включая Таубе, погибли (похоронены на Коммунистическом кладбище Александро-Невской Лавры), ещё четверо, в том числе командир корабля, получили ранения. Григайтис принял на себя командование подводной лодкой, организовал борьбу за живучесть и аварийное всплытие. 23 декабря 1935 года за проявленное мужество и самообладание при ликвидации аварии на ПЛ «Сталинец» первым из подводников был награждён орденом Ленина. 
В 1935—1937 годах служил флагманским инженер-механиком 2-й бригады подводных лодок Балтийского флота. 22 марта 1936 года К. Л. Григайтису было присвоено звание военный инженер 1-го ранга. Летом 1937 года был назначен начальником Научно-исследовательского института военного кораблестроения, вместо репрессированного и впоследствии расстрелянного Н. В. Алякринского. Григайтис поддержал ряд передовых конструкторских идей института: весной 1936 года — разработку регенеративного единого двигателя для подводных лодок на основе паротурбинной силовой установки, в 1937 году — проекта летающей подводной лодки Б. П. Ушакова (проект не был реализован). В 1938 году, после реорганизации институт был передан в Наркомат судостроительной промышленности. Григайтис с этим решением был не согласен и подал докладную записку Председателю Совнаркома СССР В. М. Молотову. Однако доводы Григайтиса не были приняты к рассмотрению, он был уволен из Военно-морского флота в запас, как «латыш, родители которого проживают в Бразилии». Продолжал работать на гражданской должности в Главном техническом управлении Наркомата ВМФ СССР.
В 1940 году был восстановлен в кадрах, переаттестован на равноценное, вновь введённое военное звание «инженер-капитан 2-го ранга». Служил военпредом, начальником отдела Технического управления ВМФ, но в конце 1941 года вновь был уволен в запас (по состоянию здоровья). С 1941 по 1944 годы работал заместителем главного инженера на строительстве алюминиевого комбината в Кемерово. В 1950 году был награждён орденом Красного Знамени.
До ухода на пенсию в 1972 году работал в гражданской промышленности на руководящих должностях Балттехфлота.
Умер Карл Леопольдович Григайтис 18 октября 1982 года. Похоронен на Южном кладбище в Санкт-Петербурге.

## Публикации
Карл Леопольдович Григайтис являлся автором ряда статей по кораблестроению:
- Григайтис К. Л. Постройка подводных лодок в 30-е годы. //Журнал «Судостроение», 1978 год. № 2.
- Григайтис К. Л. Восстановление подводной лодки «L-55». //Журнал «Судостроение», 1980 год. № 1.
- Григайтис К. Л. Советская кораблестроительная наука (в 1937 г.). К 70-летию ЦНИИВК. // Журнал «Тайфун» № 4/2002 (44)
- Григайтис К. Л. Двигатель 9ДКР 51/55. — М., Л., 1941.
- Григайтис К. Л. О моей работе начальником Научно-исследовательского института военного кораблестроения; Военно-исторический архив. Выпуск № 8 (23). — М.: Цецера, 2001.